# Samaya Nissanke
Samaya Michiko Nissanke (* 1978 in London) ist eine britische Astrophysikerin.
Nissankes Vater stammte aus Sri Lanka, die Mutter aus Japan. Sie studierte Physik an der Universität Cambridge mit dem Master-Abschluss und war danach am Pariser Observatorium. 2007 wurde sie am Institut für Astrophysik in Paris promoviert (Dissertation: Theoretische Aspekte der Form von Gravitationswellen für die Spiral- und Verschmelzungsphasen von binären kompakten Systemen). Als Post-Doktorandin war sie am kanadischen Institut für theoretische Astrophysik an der Universität Toronto, am Jet Propulsion Laboratory, am Caltech. 2013 wurde sie Assistenzprofessorin an der Radboud-Universität Nijmegen. An der Radboud-Universität war sie Gruppenleiterin der Gravitationswellengruppe und erhielt 2016 nach dem Bekanntwerden der ersten direkten Entdeckung von Gravitationswellen den TOP und Vidi Grant der niederländischen Forschungsorganisation NWO. Sie ist seit 2018 Assistant Professor an der Universität Amsterdam, wo sie Sprecherin und Mitglied am GRAPPA (Gravitational AstroParticle Physics Amsterdam) ist, einem Exzellenzzentrum für Gravitation und Astroteilchenphysik, am Pannekoek Institut für Astronomie und am Institut für Hochenergiephysik (IHEF) der Universität.
Nissanke gilt als Pionierin in der Multimessenger-Astronomie, der gleichzeitigen Beobachtung von Gravitationswellen und anderen Signalen, was zuerst bei GW170817 erfolgte (Verschmelzung von Neutronensternen, die zuvor ein Doppelsternsystem bildeten). Sie erkannte auch die Möglichkeit mit solchen Messungen einen neuen Wert der Hubble-Konstante zu erhalten (2019 zu H=68 bestimmt).
Sie ist Mitglied der LIGO- und Virgo-Kollaborationen. Sie ist auch in der BlackGEM Gruppe des La-Silla-Observatoriums, arbeitete mit den Radioteleskopsystemen VLA, LOFAR und MeerKAT (Karoo Array Telescope in Südafrika).
Für 2020 erhielt sie den New Horizons in Physics Prize. 

## Schriften (Auswahl)
- mit Mansi Kasliwal: On Discovering Electromagnetic Emission from Neutron Star Mergers: The Early Years of Two Gravitational Wave Detectors, Arxiv 2013
- mit Daniel Holz u. a.: Exploring Short Gamma-ray Bursts as Gravitational-wave Standard Sirens, Astroph. J., Band  725, 2010, S. 496–514. arXiv:0904.1017. Arxiv
- mit Jonathan Sievers, Neal Dalal: Localizing compact binary inspirals on the sky using ground-based gravitational wave interferometers, Astroph. J., Band 739, 2011, S. 99, Arxiv